# Google云消息传递
Google云端推送（英語：Google Cloud Messaging，简称）是一項免費服务，帮助开发者从服务器发送数据到安装了他们的应用程序的Android设备上，或从服务器到其Chrome浏览器应用程序或扩展。Android云端推送服务第一次亮相是在2012年6月27日在旧金山Moscone中心举行的Google I/O 2012。Chrome上的推送服务在Google I/O 2013之前发布，官方博客文章题为“用推送消息构建高效的应用程序和扩展”。
Google云端推送（GCM）取代了beta版本的Android云端至设备推送（简称C2DM）。免费服务可以发送一个轻量级的从服务器获取的新消息通知到Android应用程序。较大的消息可以发送有效载荷的数据为4 KB。
该服务目前已被同公司的Firebase云消息传递（FCM）取代。

## 非官方备选方案
由于中国政府对Google服务进行干扰的网络环境，面向中国大陆制作的Android软件大多未采用GCM。以下是部分备选方案：
- 使用XMPP协议（Openfire + Spark + Smack）
- 使用MQTT协议